# Scaphiodonichthys acanthopterus
Scaphiodonichthys acanthopterus es una especie de peces de la familia
Cyprinidae en el orden de los Cypriniformes.

## Morfología
- Los machos pueden llegar alcanzar los 31 cm de longitud total.[1][2]

## Alimentación
Come principalmente larvas de insectos y, también, pequeñas cantidades de detritus.

## Hábitat
Es un pez de agua dulce y de clima tropical.

## Distribución geográfica
Se encuentran en Asia:  cuencas de los ríos  Mekong, Nam Xam,  Da y Chao Phraya .